# Blaguša
Blaguša je selo u okolici Zagreba, nadomak Sesveta i Kašine. Administrativno pripada Gradu Zagrebu, a nalazi se u gradskoj četvrti Sesvete.

## Povijest
Podno južnih obronaka istočne Medvednice, a istočnije od doline potoka Kašine nalazi se dolina potoka, gdje se smijestilo istoimeno staro selo Blaguša. Naziv mu potječe od starog narodnog imena Blagonja, Blagus, a i kršćansko ime Blaž ga oponaša (očito na primjeru sela Blaškovec pokraj Zeline). Na području Blaguše nalazi se nederminirani arheološki lokalitet Staro selo te arheološki lokalitet Gradišće iz srednjeg vijeka.
Blaguša je naselje koje se spominje u prošlosti od početka 13. stoljeća. U srednjem vijeku, zajedno s Kašinom bila JE na području zemljišnog posjeda koji se u pisanim povijesnim izvorima naziva "Terra casina cum Blagussa" (zemlja Kašina s Blagušom). Prvi puta se naselja spominju u povelji hrvatsko-ugarskog kralja Andrije II. iz 1217. godine. Tada su ova sela u vlasništvu prepošta (kanoničkog starješine) zagrebačkog Kaptola Cirijaka i njegove braće. Posjed "Blagusa" spominje se u izvorima prvi put 1261. godine, kada ondašnji ban dodjeljuje posjed Blagušu ("terram nomine Blagusa") u vlasništvo Martinu Ventrosu koji je bio "kobagiones castri Zagrabiensis", tj. podložnik zagrebačke utvrde (castruma). Darovani posjed nalazio se oko gornjeg toka blaguškog potoka. Samo nekoliko godina kasnije Martin se u povijesnim dokumentima naziva "comes Martinus, castellanus Blagusa" (tj. plemenitaš Martin, kaštelan Blaguše). Nešto kasnije Blaguša dolazi pod vlast zagrebačkog biskupa.
Prema redoslijedu pojavljivanja u povijesnim izvorima, 1217. godine spominje se "castrum Blagusa". Pretpostavlja se da je grad stajao negdje u okolici današnje Blaguše i potoka Blaguše. O samom gradu Blaguša prvi podatak je iz 1287. godine, kada se poimenice spominje Martin, gradski kaštelan Blaguše ("comes Martinus, castellanus de Blagusa"). Život na ovom području je u 13. stoljeću bio takav da se pojavila potreba zaštite prometnica, pojeda i naselja, pa se grade castrumi (utvrde). Postojanje castruma Blaguša potvrđeno je podatcima iz povijesnih isprava od kraja 13. do pred kraj 15. stoljeća. Vjekoslav Klaić početkom 20. stoljeća piše: "taj grad jamačno stajao negdje u okolici današnjeg sela i potoka Blaguše (potoka Blagušine)". Pretpostavlja se da je bio na brežuljku iznad sela Blaguše, na 245 metara nadmorske visine (na brežuljku zvanom Gradišče). Prema ondašnjem pričanju tadašnjih žitelja, u ovdašnjem su tlu, tijekom oranja i kopanja, više puta pronađeni ostatci građevinskog materijala. Danas više nema ni ostataka srednjovjekovne blaguške utvrde. Međutim, strmi brežuljak (na 245 metara nadmorske visine) sjeverno od sela Blaguše i danas se zove Gradište. Na njegovu vrhu koji je danas obrastao hrastovom šumom, vidi se povišeni rub malog okruglog platoa na kojem je vrlo duboka jama kružnog prosjeka ispunjena vodom, poput zdenca. Ispod brežuljka opažaju se tragovi iskopanog jarka, koji danas služi kao poljski put.

## Stanovništvo
Prema popisu stanovništva iz 2001. godine, naselje je imalo 653 stanovnika te 181 obiteljskih kućanstava.

Prema popisu stanovništva 2011. godine naselje je imalo 594 stanovnika.
| broj stanovnika | 392   | 363   | 374   | 444   | 514   | 682   | 725   | 780   | 802   | 776   | 697   | 664   | 669   | 678   | 653   | 594   | 524   |
|                 | 1857. | 1869. | 1880. | 1890. | 1900. | 1910. | 1921. | 1931. | 1948. | 1953. | 1961. | 1971. | 1981. | 1991. | 2001. | 2011. | 2021. |

Blaguša je urbanizirano naselje s ulicama Benkoščica, Blaguška, Boršćakova, Combajeva, Gornji Levaki, Hacmanjki, Hacmanjkova, Mađerova, Oračeva, Palikućeva,Pustički, Šukljova, Tudekova, Tuškova i Žeželjeva, uz Trg palih boraca.

## Kultura
Postoji Planinarsko društvo "BLAGUS" Blaguša, koji aktivno djeluje već više od 20-ak godina. Ima 60-ak članova. Planinari imaju i planinarski dom na Grohotu koji je svake nedjelje otvoren za posjetitelje. Još postoji DVD-Blaguša.